# Styren-butadienový kaučuk
Styren-butadienový kaučuk (SBR) je syntetický kaučuk složený z monomerů ethenylbenzenu (styren) a buta-1,3-dienu (butadien). Jedná se o jeden z nejpoužívanějších kaučuků. Ročně se jej vyrobí 8,67 milionů tun (2018) a každým rokem se množství zvyšuje. Kolem 80 % z tohoto množství je využito na výrobu pneumatik. Tento materiál má vysokou odolnost vůči oděru, dokonalou rázovou pevnost a vysokou pevnost v tahu. Tyto vlastnosti jsou ovlivněny poměrem obsahu komonomerů styrenu/butadienu. S rostoucím množstvím styrenu kaučuk tvrdne a je méně ohebný.

## Historie SBR
Styren-butadienový kaučuk je syntetický kaučuk poprvé syntetizován mezi první a druhou světovou válkou. Byl syntetizován v roce 1929 německými vědci Waltrem Bockem a Eduardem Tschunkurem. Syntézu provedli v německé společnosti IG Farben (Interessen-Gemeinschaft Farbenindustrie AG). Tento kaučuk byl poté v roce 1933 patentován a materiál byl nazván Buna-S. Název byl odvozen od Bu pro butadien, jakožto jeden z monomerů, Na pro sodík (lat. natrium), který byl katalyzátor reakce, a S pro styren, což byl druhý monomer.
Také Spojené státy připravovaly během 2. světové války řadu syntetických materiálů včetně kopolymeru butadienu a styrenu. Bylo to hlavně z důvodu, že jejich dodávky přírodního kaučuku (NR) ze zemí jihovýchodní Asie byly pozastaveny z důvodu okupace území japonskou armádou. Američané dali materiálu válečné označení GR-S (Government Rubber-Styren).

## Příprava SBR
Mezi nejčastější druhy polymerací SBR patří radikálová a aniontová polymerace monomerů butadienu a styrenu.

Příprava SBR probíhá radikálovou či aniontovou polymerací styrenu a butadienu

### Radikálová polymerace
Nejčastěji je prováděna v emulzi, kde disperzní prostředí je voda, lze i provést roztokovou metodou. Emulzní radikálovou polymerací vzniká emulzní styren-butadienový kaučuk (E-SBR). Podle teploty reakce můžeme rozlišit výsledný produkt E-SBR na „teplý kaučuk“ a „studený kaučuk“.
Příprava E-SBR je přibližně stejná u obou typů, liší se pouze reakční podmínky polymerace. Teplý E-SBR vzniká polymerací při reakční teplotě 50–60 °C a reakční době 10–20 hod., kdežto polymerace studeného E-SBR probíhá při teplotě 5 °C, pH emulze 8–10 a za zvýšeného tlaku. Polymerace je iniciována volnými radikály, nejčastěji hydroxyperoxidy s železnatou solí, které atakují jednotlivé monomery v místech dvojné vazby (radikálová adice). Dojde k vytvoření radikálu na monomeru, jenž dále atakuje další monomer (propagace). Do reakční směsi se přidávají emulgátory v množství až 7 % reakční směsi. Jedná se o upravená mýdla. Během reakce můžeme řídit molární hmotnost polymeru, tedy i viskozitu výsledného produktu za pomocí thiolů (merkaptanů), např.: 2,3,3,4,4,5-hexamethylhaxan-2-thiol. Polymerace se ukončuje při dosažení konverze okolo 60 %, kdy se přidají do reakční směsi inhibitory, případně u studeného E-SBR stabilizátory. Vzniklý produkt ve formě latexu se vysráží pomocí systému sůl–kyselina. Zároveň se během koagulace upravené mýdlo rozpadá na mastné a pryskyřičné kyseliny. U teplého E-SBR vzniká rozvětvenější struktura oproti studenému E-SBR, což je důsledek vyšší reakční teploty.

### Aniontová polymerace
Tato rychlá reakce probíhá v roztoku a odtud je pojmenován výsledný produkt polymerace jako roztokový styren-butadienový kaučuk (solution SBR, S-SBR). Nemůže probíhat v emulzi, jelikož anionty vznikají jen ve vhodném rozpouštědle, ve kterém jsou zároveň rozpuštěny monomery, čehož u emulzní polymerace nelze dosáhnout. Aniontová polymerace styrenu a butadienu probíhá v alifatickém rozpouštědle, nejčastěji hexanu nebo cyklohexanu, voda se do reakce nepřidává. Iniciátory reakce jsou alkyllithiové katalyzátory. Katalyzátor (nukleofil) atakuje monomer za vzniku karbaniontu, který dále atakuje další monomerní jednotku, dochází k přenosu náboje na polymerním řetězci, a tedy i k jeho růstu. Reakce je citlivá na nečistoty a může ji přerušit přítomnost např. vody, O2 nebo epoxidu, čehož se může využít i účelově na terminaci reakce.

## Výroba SBR
SBR představuje asi 60 % celosvětové výroby syntetických kaučuků. Celosvětově se vyrobí okolo 5,300 ktun, přičemž v současnosti se nejhojněji vyrábí E-SBR, asi 85 % z celosvětové výroby SBR. V USA je hlavním producentem Bridgestone/Firestone (25 % světové výroby) a Goodyear (3 % světové výroby). V Evropě jsou nejdůležitější společnosti Repsol Quimica SA (10 %), Shell (5 %), Michelin (5 %), Petrochim NV (3 %), Bayer (3 %) a EniChem (2 %). V Japonsku jsou hlavními producenty Asahi Chemical (10 %), Japan Synthetic Rubber (2 %). Tato celosvětová výroba se vztahuje k roku 2001. Teplý E-SBR se vyráběl v období 2. světové války a po ní. Jeho výroba je rychlejší a efektivnější, avšak je postupně vytlačován výrobou Studeného E-SBR díky jeho horší odolnosti proti oděru a horším dynamickým vlastnostem. Při výrobě teplého E-SBR obsahoval výsledný kaučuk 70–78 % butadienu a 22–30 % styrenu, přičemž polymerace probíhala při 50 °C. Dlouhou dobu se považoval pro dosažení optimálních pevnostních charakteristik 23% obsah styrenu v kaučuku. Dnes se však přiklání k názoru, že je optimální obsah 18 % styrenu.

### Studený E-SBR
Výroba se zavedla na konci 2. světové války. Vyrábí se za reakční teploty 5 °C pomocí redoxního iniciačního systému, který se skládá z α-kumenyl-hydroperoxidu nebo diisopropylbenzenhydroperoxidu s formaldehydsulfoxylátem sodným a se síranem železnatým komplexně vázaným kyselinou ethylendiamintetraoctovou. Podrobný obsah látek pro výrobu studeného E-SBR lze vidět níže v Tabulce 1.
| Látka                                                            | Role v reakci       | Obsah v hmot. dílech |
| Butadien                                                         | Monomer             | 72                   |
| Styren                                                           | Monomer             | 28                   |
| Voda                                                             | Disperzní prostředí | 200                  |
| Draselné mýdlo disproporc. kalafuny                              | Emulgátor           | 4,4                  |
| Kondenzát naftalensulfonanu sodného s formaldehydem              | Emulgátor           | 0,2                  |
| NaCl                                                             | Koagulátor          | 0,5                  |
| diisopropylbenzenhydroperoxid                                    | Iniciátor           | 0,1                  |
| Síran železnatý v komplexu s kyselinou ethylendiamintetraoctovou | Redukovadlo         | 0,01                 |
| Formaldehydsulfoxylát sodný                                      | Redukovadlo         | 0,07                 |
| 2,3,3,4,4,5-hexamethylhaxan-2-thiol                              | Regulátor           | 0,2                  |
| Dimethyldithiokarbaman sodný                                     | Inhibitor           | 0,15                 |

Výroba Studeného E-SBR

Samotná výroba probíhá v 6–12 autoklávech z nerezové oceli o obsahu 10–30 m3 pod zvýšeným tlakem kontinuálně. Jako emulgátory slouží draselné mýdlo disproporciované kalafuny a kondenzát naftalensulfonanu s folmaldehydem (Tab. 1). Do druhého autoklávu se přidává regulátor. Polymerace běží do 60–70% konverze, kdy se inhibuje přídavkem dimethyldithiokarbamanu sodného, popřípadě i stabilizátoru (fenyl-β-naftylamin), v Tabulce 1 není uveden. Po zakončení polymerace následuje odstranění nezreagovaných monomerů. Nejdříve uvolněním tlaku na 0,35 MPa se odstraní butadien, při následném snížení tlaku na 6,6 kPa a při zvýšení teploty na 60 °C se odstraní styren párou v demonomeračních věžích nebo tancích. Výsledný latex obsahuje okolo 24 % kaučuku. Latex se poté stabilizuje antioxidanty nebo se mísí s oleji. Koagulace latexu se vyvolá systémem sůl–kyselina, v tomto případě NaCl – zředěná H2SO4. Nejdříve po přídavku roztoku NaCl dojde k tzv. krémování a poté po přídavku zřeď. H2SO4 latex koaguluje zcela. Zároveň zde dochází k rozkladu přebytečných mýdel na mastné a pryskyřičné kyseliny, uvolněná disproporciovaná kalafuna zůstává v kaučuku a pozitivně ovlivňuje jeho zpracovatelské vlastnosti. Tento proces probíhá v kaskádě nádrží, které jsou intenzivně promíchávány. Na ně navazují vibrační síta (propírání), šnekové lisy (částečné odvodnění), dezintegrátory (drcení) a pásové sušárny (vysušení kaučuku).
Pokud se SBR latexy nekoagulují, využívají se na speciální lepidla.
Při nízkých teplotách kopolymerace má výsledný E-SBR jednotnější strukturu (Tab. 2) a lepší fyzikální vlastnosti.
E-SBR se v České republice vyráběl do roku 2023 ve firmě SYNTHOS Kralupy a.s. (dříve KAUČUK a.s.) v Kralupech nad Vltavou pod názvem Kralex. V roce 1998 vyrobili 2 miliony tun Kralexu.
| Teplota [°C] | Obsah jednotlivých typů jednotek [%] | Obsah jednotlivých typů jednotek [%] | Obsah jednotlivých typů jednotek [%] |
| Teplota [°C] | (vinylové) 1,2-                      | Trans-1,4-                           | Cis-1,4                              |
| 97           | 21                                   | 52                                   | 27                                   |
| 65           | 22                                   | 58                                   | 20                                   |
| 50           | 23                                   | 63                                   | 14                                   |
| 5            | 21                                   | 72                                   | 7                                    |
| −10          | 20                                   | 77                                   | 3                                    |

### S-SBR

Schematická struktura SBR

Výroba probíhá aniontovou roztokovou polymerací pomocí alkyllithiových katalyzátorů, nejčastěji butyllithium. Pro získání statistických kopolymerů se přidávají tzv. randomizéry, nebo se používají speciální postupy polymerace. Lithiové katalyzátory řídí obsah buta-1,4-dienových, buta-1,2-dienových a styrenových jednotek v kaučuku (Tab. 3).
| Kaučuk       | Obsah butadienové jednotky [%] | Obsah butadienové jednotky [%] | Obsah butadienové jednotky [%] | Obsah styrenu [%] | Teplota skelného přechodu [°C] |
| Kaučuk       | Cis-1,4-                       | Trans-1,4-                     | 1,2- (vinylová)                | Obsah styrenu [%] | Teplota skelného přechodu [°C] |
| S-SBR, typ A | 30                             | 42                             | 9                              | 19                | −70                            |
| S-SBR, typ B | 24                             | 32                             | 19                             | 25                | −47                            |
| E-SBR        | 5,5                            | 55                             | 16                             | 23,5              | −50                            |

V celosvětovém měřítku je S-SBR využívaný hned po E-SBR. Vlastnosti S-SBR kaučuku jsou vhodnější pro některé aplikace, např. u pneumatik, což může vést k jeho budoucí hojnější výrobě. Od roku 1960 začal konkurovat E-SBR v automobilovém pneumatikářském průmyslu. Roku 1997 měl S-SBR až 20% zastoupení v celosvětové výrobě SBR. Představuje asi 5–6 % světové výroby kaučuků. V České republice je rovněž vyráběn firmou SYNTHOS Kralupy a.s.

## Typy SBR

### E-SBR
Neboli emulzní styren-butadienový kaučuk. Reakce probíhá radikálovou polymerací butadienu a styrenu v emulzi. Rozlišujeme teplý kaučuk a studený kaučuk.

#### 1) Teplý kaučuk
Je to starší typ výroby E-SBR. Tento typ SBR má více větvenou strukturu než studený kaučuk. Teplý kaučuk se připravuje při teplotách mezi 50–60 °C. Tento typ SBR má dobré zpracovatelské charakteristiky (vhodný například na vytlačování), nízký stupeň smrštění a dobrou rozměrovou stabilitu.

#### 2) Studený kaučuk
Jedná se o novější typ E-SBR. Připravuje se kontinuální vodní emulzní polymerací při 5°C. Tento typ E-SBR má lepší mechanické vlastnosti, odolnost proti oděru a lepší dynamické vlastnosti v porovnání s teplým typem E-SBR.

### S-SBR
Neboli roztokový styren-butadienový kaučuk. Jeho příprava probíhá procesem roztokové aniontové polymerace butadienu a styrenu. Vznikají poté statistické kopolymery, kdy střídání monomerů je řízeno statistikou neboli pravděpodobností. Materiál má poté dobrou pevnost v tahu a velkou odolnost vůči oděru a únavě.

### XSBR
Jedná se o karboxylovaný styren-butadienový kaučukový latex. Příprava probíhá emulzní polymerací. Jako základní složky směsi se využívá butadien, styren a nenasycené karboxylové kyseliny, např. kyselina akrylová, metakrylová či maleinová. Zavedením karboxylu do směsi zavedeme do směsi polární skupinu, která zajišťuje afinitu a interakci s většinou minerálních plniv a jejich nano-modifikací. Nevýhodou přídavku polární skupiny je následná vyšší adsorpce vody.

### OE-SBR
Olejem nastavený SBR (angl. oil extended SBR) může vzniknout společnou koagulací E-SBR s olejem a případně plniv. V tomto případě jsou velmi dobře částice E-SBR dispergovány v oleji, kdy se tato disperze přidá do reakční směsi. Olej se přidává ke snížení ceny a ke zlepšení zpracovatelnosti materiálu.

### Vysokostyrenový SBR
Vyrábějí se roztokovou kopolymerací

#### 1) Samoztužené elastomery
Monomer styrenu je v tomto případě ve směsi mezi 40–55 %. Používá se jako základní elastomer v kaučukové směsi

#### 2) Styren-butadienové pryskyřice
U tohoto typu je styrenu ve směsi 70–79 %. Používají se ve směsích s styren-butadienovým (SBR), přírodním (NR), chloroprenovým (CR) nebo nitril kaučukem (NBR). Do kaučukových směsí se přidávají ve formě ztužujících organických plniv o malé hustotě. Obecně se používají hlavně v obuvnictví na podešve bot.

### YSBR
Jsou termoplastické SBR kaučuky. Při pokojové teplotě má tento materiál vlastnosti elastomeru, ale zpracovává se jako termoplast. Připravuje se aniontovou kopolymerací butadienu a styrenu v alifatickém rozpouštědle. Konkrétním zástupcem YSBR může být styren-butadien-styren (SBS). Je to blokový kopolymer styren, butadien, styren. Z pohledu vnitřní stavby obsahuje tuhé, tvrdé styrenové bloky a pružné, elastické butadienové bloky. Zpracovává se jako standardní termoplasty. U SBS nedochází k vulkanizaci kaučuku a při běžné teplotě má elastomerní vlastnosti. Při zvýšené teplotě přechází do plastického stavu, proto se nemůže používat při zvýšených teplotách na teplu vzdorné materiály.

## Vulkanizace SBR kaučuku
Vulkanizace SBR se provádí pomocí stejných vulkanizačních činidel jako přírodní kaučuk. Používá se sirný i peroxidový vulkanizační systém . Při vulkanizaci pomocí síry se přidává poměrově menší množství než u přírodního kaučuku.

### Sirný vulkanizační systém
Sirný vulkanizační systém dokáže síťovat pouze na místě dvojné vazby. Vytvořená vazba má tvar C‑Sx‑C. U SBR může tedy vazba vznikat na dvou místech.

Vulkanizace SBR pomocí sirného vulkanizačního systému: 1) Monosulfidická vazba 2) Polysulfidická vazba spojující několik řetězců 3) Polysulfidická vazba 4) Polysulfid s navázaným zbytkem urychlovače 5) Dvojná vazba.

### Peroxidový vulkanizační systém
Peroxidové vulkanizační činidlo nepotřebuje k síťování dvojnou vazbu. Vazba se vytváří přímo mezi dvěma uhlíky sousedních řetězců.

Vulkanizace pomocí peroxidového činidla: 1) Vazba vytvořená odštěpením vodíku 2) Vazby vytvořené z dvojné vazby.

## Využití SBR kaučuků
Hlavním produktem vyráběným z SBR jsou pneumatiky, převážně pro automobily, ale i pro lehká vozidla. SBR poskytuje nízký valivý odpor, vysokou trakci při brzdění a nízký oděr, což jsou vlastnosti, které jsou pro tuto aplikaci požadovány. Není vhodný pro výrobu běhounů pneumatik nákladních vozidel. S-SBR má vyšší teplotu skelného přechodu (Tg) a díky tomu se využívá i pro běhouny motocyklů.
Mezi další aplikace SBR patří různé druhy pevných kol, rolovacích krytů, potažení textilních materiálů a elektrická izolace.
SBR s příměsemi jsou vhodné pro podlahové krytiny a především na spodkové materiály v obuvnictví. Kaučuky mají mnoho obchodních názvů mezi nimi jsou také Syntion®, KER® a KRALEX® vyráběné ve společnosti Synthos, a.s. v Kralupech nad Vltavou.